# PGO (polskie przedsiębiorstwo)
PGO – polska grupa przemysłowa specjalizująca się w produkcji odlewów i odkuwek. W jej skład wchodzą trzy zakłady produkcyjne: PGO S.A. Odlewnia Żeliwa Oddział w Śremie, PGO SA Pioma-Odlewnia Oddział w Piotrkowie Trybunalskim oraz PGO SA Kuźnia Glinik Oddział w Gorlicach. 
PGO jest spółką portfelową rodzinnej firmy inwestycyjnej TDJ.
Produkty PGO są elementami m.in. w takich maszynach i urządzeniach jak: ciągniki rolnicze, wiatraki energetyczne, pociągi, samochody ciężarowe, jachty, pompy, kombajny górnicze. Odlewy i odkuwki trafiają do odbiorców m.in. z Niemiec, Szwecji, Francji, Holandii, Belgii i USA.

## Historia
GK PGO powstała w 2008 roku. Zakłady produkcyjne działają na rynku przemysłowym od kilkudziesięciu lat – początki Kuźni Glinik sięgają roku 1883, kiedy powstał pierwszy zakład narzędziowo-naprawczy przy rafinerii ropy naftowej wraz z wydziałem kuźni w Gorlicach. W 1949 roku nastąpiła rozbudowa i rozwój zakładu pod nazwą Centralne Zakłady Naftowe. W 1960 powstał drugi zakład produkcyjny wchodzący w skład Grupy PGO – Pioma-Odlewnia w Piotrkowie Trybunalskim, jako zaplecze dla Fabryki Maszyn Górniczych „Pioma”. Etapowe powstawanie trzeciego zakładu produkcyjnego, Odlewni Żeliwa Śrem, jako zespołu trzech dużych odlewni trwał dziesięć lat (1964–1974). Po procesach prywatyzacyjnych wszystkich spółek, od 2005 roku były włączane w struktury Grupy Famur. W 2008 roku zaczęła działalność Polska Grupa Odlewnicza S.A. W jej skład weszły Pioma-Odlewnia i Odlewnia Żeliwa „Śrem”. W 2011 roku PGO oddzieliła się od Grupy Famur i zadebiutowała na Giełdzie Papierów Wartościowych. W 2013 roku nastąpiło włączenie Kuźni Glinik do grupy kapitałowej PGO SA, a w 2014 przejęcie kluczowych aktywów kolejnego zakładu produkcyjnego – Fugo Odlew Sp. z o.o. w Koninie – przez Piomę-Odlewnię. W 2017 roku w skład Grupy PGO wszedł również Kopex Foundry Sp. z o.o., który obecnie kontynuuje swoją działalność pod nazwą Oddział Stalowa Wola, Pioma-Odlewnia Sp. z o.o.
W styczniu 2019 roku Pioma-Odlewnia wraz z Pioma-Odlewnia oddz. Stalowa Wola i Kuźnią Glinik zostały w ramach konsolidacji przekształcone w oddziały PGO SA. W 2020 roku została wygaszona działalność w zakładzie w Stalowej Woli wraz z zamknięciem oddziału. W 2022 roku Odlewnia Żeliwa „Śrem” Sp. z o.o. została przekształcona w oddział Grupy i kontynuuje działalność jako PGO S.A. Odlewnia Żeliwa Oddział w Śremie.

## Skład Grupy PGO
PGO S.A. Pioma-Odlewnia Oddział w Piotrkowie Trybunalskim to baza segmentu PGO Steel Castings.
W obszarze segmentu PGO Steel Castings:
- produkowane są odlewy staliwne
- formowane automatyczne i półautomatyczne odlewy: od 0,5 kg do 350 kg,
- formowanie ręczne: odlewy od 200 kg do 8000 kg,
- wykonywane są badania laboratoryjne niszczące i nieniszczące.

Spółki należące do segmentu PGO Steel Castings uzyskały:
- Uznanie towarzystw kwalifikacyjnych: Lloyd’s Register, ABS, PKP Cargo, PKP Intercity
- Certyfikat PN-EN ISO 9001:2015 PN-EN: DEKRA
- Certyfikat DIN EN 15085-2 dla kolejowej przez DVS-ZERT,
- Certyfikat Akredytacji Laboratorium Badawczego PCA Nr AB 205.

Zdolności produkcyjne w tym obszarze to 10 00 ton odlewów rocznie.
PGO S.A. Odlewnia Żeliwa Oddział w Śremie.  to baza segmentu PGO Iron Castings.
W obszarze segmentu PGO Iron Castings
- produkowane są odlewy z żeliwa szarego i stopowego,
- formowane są automatyczne i półautomatyczne odlewy o masie od 0,5 kg do 350 kg,
- formowane są ręcznie odlewy o masie od 200 kg do 30 000 kg,
- wykonywane są badania laboratoryjne niszczące i nieniszczące.

Oddział posiada m.in.:
- Uznanie towarzystw kwalifikacyjnych: ABS, BV, DNV/GL, KR, LR, NKK, RINA, TUV Nord, PKP Cargo.
- Certyfikat ISO 9001:2015, ISO 14001:2015: DEKRA
- Certyfikat Akredytacji Laboratorium Badawczego PCA Nr AB 040.

Zdolności produkcyjne w tym obszarze to 50 000 ton odlewów rocznie. Odlewnia Żeliwa w Śremie to europejski lider w zakresie produkcji odlewów żeliwnych, jedna z największych odlewni w Polsce. Specjalnością OŻ „Śrem” jest produkcja i obróbka odlewów wykorzystywanych w przemyśle stoczniowym, motoryzacyjnym, maszynowym i energetycznym (bębny hamulcowe, bloki silników, obudowy przekładni, przeciwwagi, tuleje oraz kołnierze).
Odlewy wykonywane są z takich surowców jak żeliwo szare oraz żeliwo stopowe.

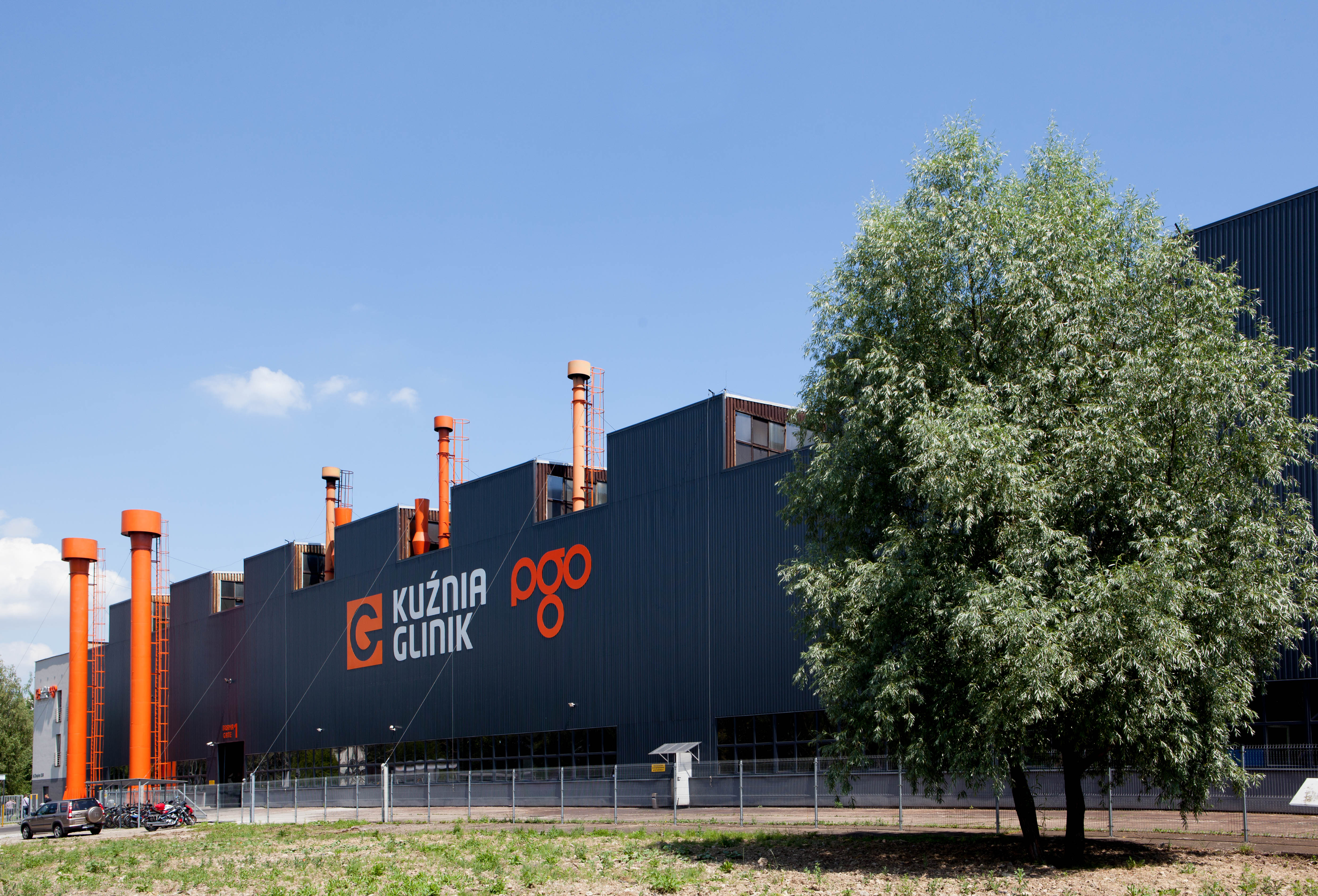
Budynek Kuźni Glinik w Gorlicach

PGO S.A. Kuźnia Glinik Oddział w Gorlicach tworzy PGO Forgings.
W obszarze segmentu PGO Forgings
- produkowane są odkuwki matrycowe, swobodnie i półswobodnie kute, ze stali węglowych, stopowych, wysokostopowych oraz nierdzewnych,
- odkuwki swobodnie kute o masie do 8 000 kg,
- odkuwki matrycowe o masie od 0,2 kg do 150 kg,
- projektowane i wykonywane jest oprzyrządowanie kuźnicze,
- wykonywane są badania laboratoryjne niszczące i nieniszczące.

Kuźnia Glinik uzyskała m.in.:
- Uznanie towarzystw kwalifikacyjnych: ABS, BV, DNV,  LR, TUV NORD, PKP Cargo
- Certyfikat ISO 9001:2015, ISO 14001:2015 oraz  IATF 16949:2016: DEKRA

Zdolności produkcyjne w tym obszarze to 15 000 ton odkuwek rocznie.